# Seiffen/Erzgeb.
Seiffen/Erzgeb. est une commune de Saxe (Allemagne), située dans l'arrondissement des Monts-Métallifères, dans le district de Chemnitz. La commune est célèbre pour son artisanat du jouet en bois.

## Évolution démographique
| Année      | 1486 | 1576 | 1660 | 1799 | 1834 | 1946 | 1971 | 1989 | 2000 | 2006 |
| ---------- | ---- | ---- | ---- | ---- | ---- | ---- | ---- | ---- | ---- | ---- |
| Population | 65   | 165  | 380  | 470  | 1000 | 4534 | 3980 | 3725 | 2847 | 2634 |

## Personnalités liées à la ville
- Johannes Lohs (1889-1918), militaire né à Bad Einsiedel.

## Jumelage
- Bruck in der Oberpfalz (Allemagne) depuis 1991

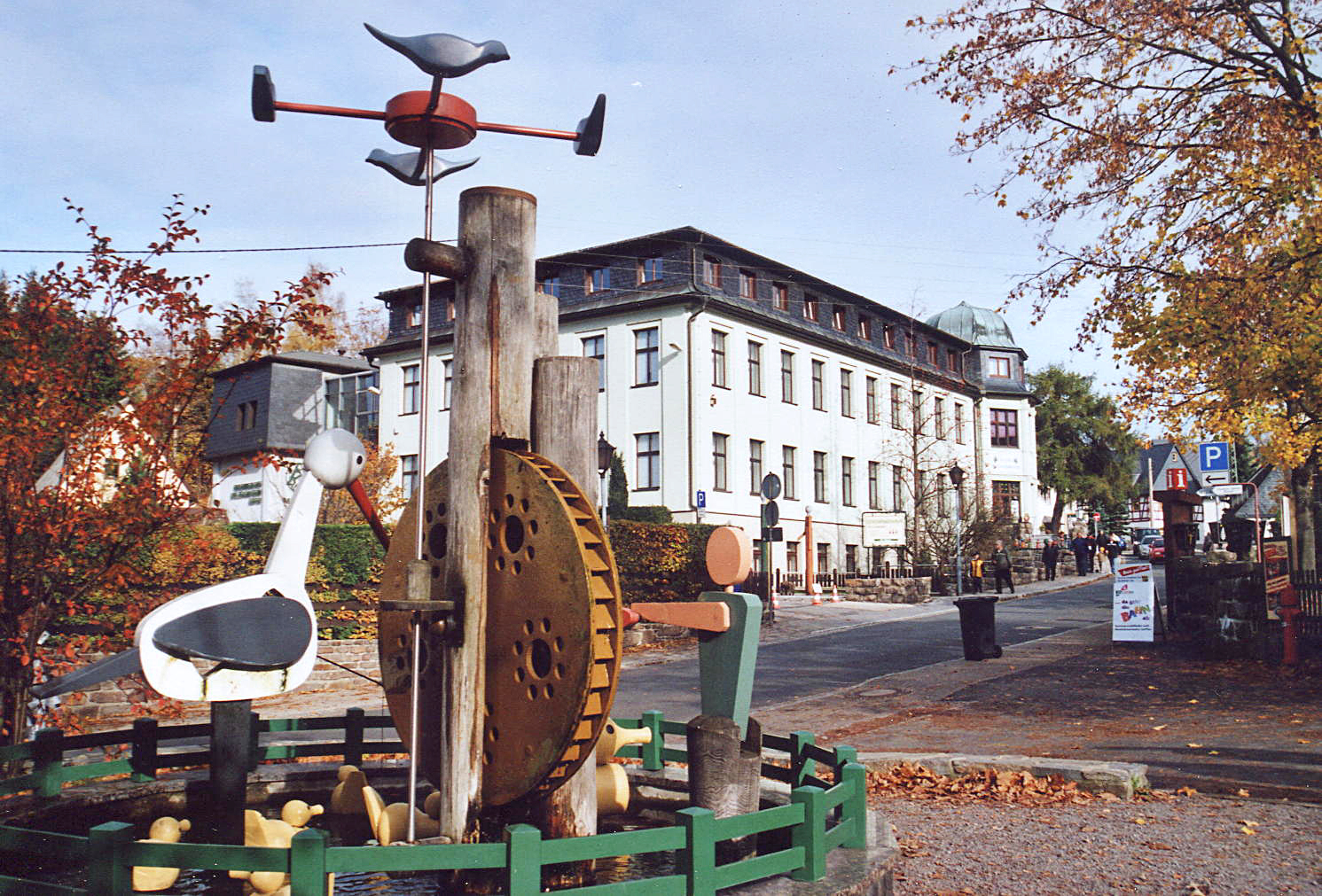
Musée du jouet
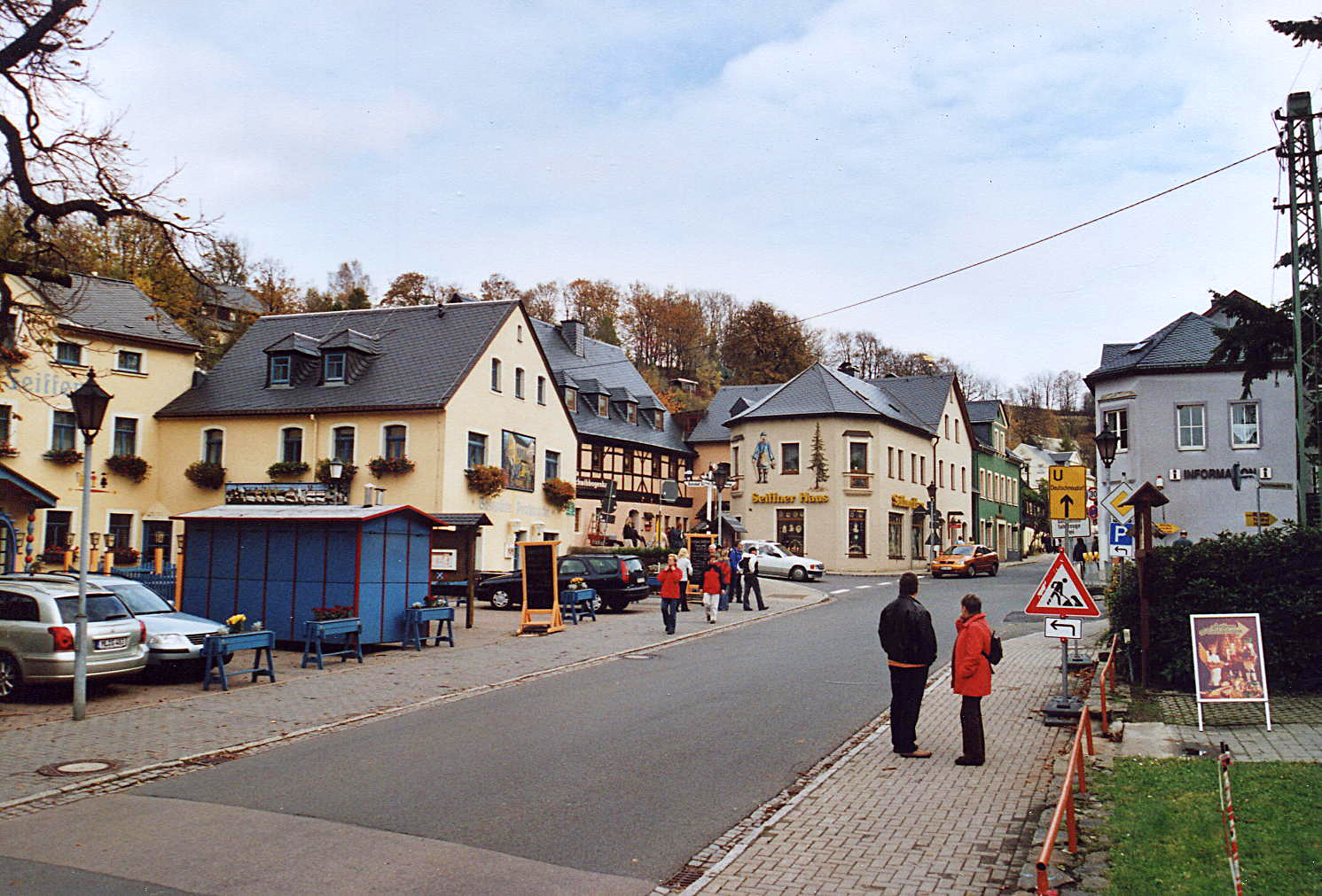
La place centrale
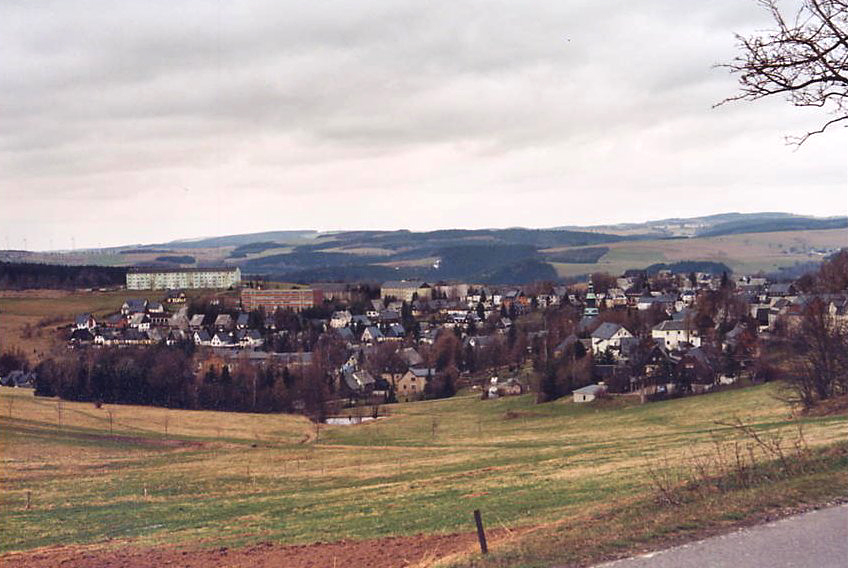
Vue d'ensemble
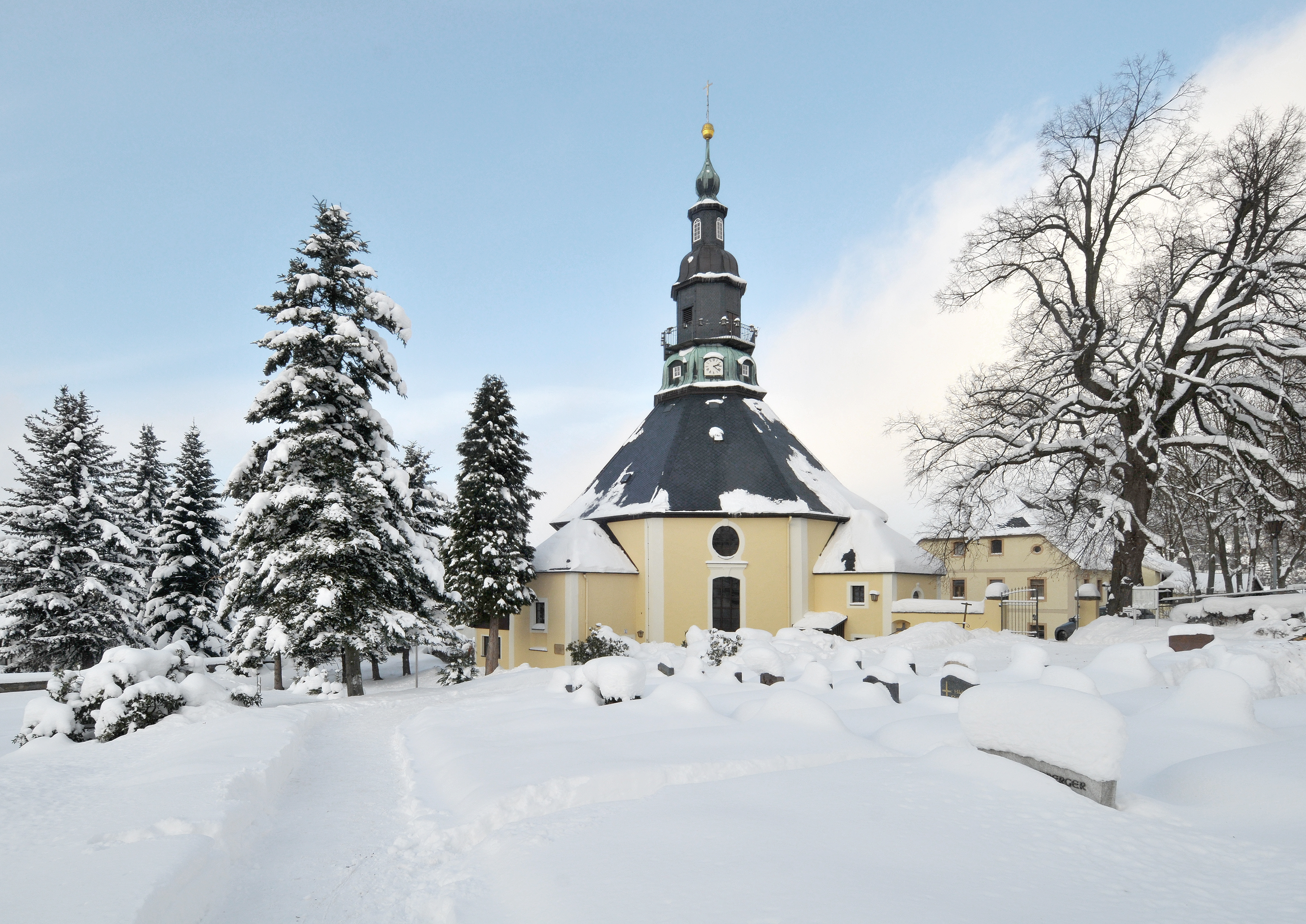
L'église de Seiffen